# Mor's egen dreng
Mor's egen dreng er en amerikansk stumfilm fra 1915 af W. Christy Cabanne.

## Medvirkende
- Douglas Fairbanks som Gerald
- Seena Owen som Mary
- Alfred Paget som Bill Cactus
- Kate Toncray
- William Lowery